# Vallans
 Vallans  es una población y comuna francesa, situada en la región de Poitou-Charentes, departamento de Deux-Sèvres, en el distrito de Niort y cantón de Frontenay-Rohan-Rohan.

## Demografía
| 396 | 371 | 341 | 468 | 538 | 568 |
| Para los censos de 1962 a 1999 la población legal corresponde a la población sin duplicidades (Fuente: INSEE [Consultar]) |     |     |     |     |     |